# Machimus snowii
Machimus snowii är en tvåvingeart som först beskrevs av James Stewart Hine 1909.  Machimus snowii ingår i släktet Machimus och familjen rovflugor. Inga underarter finns listade i Catalogue of Life.